# Ljubarský rajón
Ljubarský rajón (ukrajinsky Любарський район) byl rajón v Žytomyrské oblasti na Ukrajině. Hlavním městem byl Ljubar a rajón měl přibližně 27 tisíc obyvatel. 

## Sídla v rajónu
- Ljubar